# Esther Chapa
Esther Chapa Tijerina (* 22. Oktober 1904 in Tampico, Mexiko; † 14. Dezember 1970 in Mexiko-Stadt, Mexiko) war eine mexikanische Medizinerin, Hochschullehrerin und Frauenrechtlerin. Sie war eine der ersten Ärztinnen, die im 20. Jahrhundert ihren Abschluss an der National School of Medicine (UNAM) erhielt und die erste Frau, die durch eine Auswahlprüfung eine Professur an derselben Universität bekam.

## Leben und Werk
Chapa war eines von sechs Kindern von Virginia Tijerina und Quirino Chapa. 1917 zog sie nach Mexiko-Stadt, um die Nationale Vorbereitungsschule zu besuchen. 1921 schrieb er sich an der National School of Medicine ein. Obwohl Matilde Montoya als erste Ärztin 1887 ihr Studium in Mexiko an der UNAM abschloss, war es 1921 noch immer ungewöhnlich, Frauen in den Lehrveranstaltungen dieses Studiengangs zu sehen. Am 15. Dezember 1927 promovierte Chapa mit der Dissertation El glutatión en los individuos normales de las altitudes y en los cardiacos.
Nach Abschluss ihres Studiums heiratete sie ihren Studienfreund Ismael Cosío Villegas, mit dem sie einen Sohn bekam. Nach drei Jahren ließ sie sich scheiden und heiratete später erneut.
Von 1929 bis 1931 arbeitete sie als Assistenzprofessorin im Labor am Juárez-Krankenhaus und wurde war dann bis 1934 Laborassistentin an der Nationalen Medizinischen Fakultät der UNAM und am selben Krankenhaus. Ab 1929 war sie auch bis 1959 als Schulärztin im Ministerium für öffentliche Bildung tätig.
Sie war die erste Professorin, die durch ein Auswahlverfahren eine Stelle an der UNAM erhielt. Diese Professur für Mikrobiologie hatte sie vier Jahrzehnte lang inne. In Anerkennung dieser Arbeit wurde ihr 1959 die Valentín Gómez Farías-Medaille verliehen. Ab 1955 war sie außerdem Professorin für Mikrobiologie, Parasitologie und Laborpraktiken an der National School of Nursing and Obstetrics. Sie leitete diese Schule für zwei Amtsperioden von 1959 bis 1962 und von 1964 bis 1966. Während ihrer zweiten Amtszeit wurde die Studienreform verabschiedet, die den Bachelor-Abschluss in Krankenpflege in Mexiko anerkannte.
Sie arbeitete im Ministerium für öffentliche Arbeit und war außerdem Beauftragte des spanischen öffentlichen Bildungssystems (SEP) in den Hygienebrigaden von Córdoba (Veracruz) und Acámbaro in Michoacán.

## Aktivistin
Chapa war eine überzeugte Frauenrechtlerin und eine der Pionierinnen der mexikanischen Frauenbewegung in den 1930er und 1940er Jahren. Sie gehörte zu der Gruppe mexikanischer Frauen und Intellektueller, die in ihrem Land mehrere Organisationen gründeten.
Chapa gründete 1935 gemeinsam mit Mexikos erster Psychiaterin, Matilde Rodríguez Cabo, die Gruppe „Unico Front Pro-Derechos de la Mujer“. Die Gruppe, auch bekannt als Frente Unico Pro-Derechos de la Mujer (FUPDM), setzte sich für niedrigere Steuern, Stromrechnungen und Mieten für Frauen der Arbeiterklasse ein und entwickelte sich zu dieser Zeit zu Mexikos größter Frauenrechtsorganisation. Während der Amtszeit von Präsident Lázaro Cárdenas del Río organisierten sich mexikanische Frauen hauptsächlich um diese von der Kommunistischen Partei beeinflusste Front. Die Organisation wuchs auf über 50.000 Mitglieder aus 800 Verbänden im ganzen Land an. Sie brachte Frauen aller Art zusammen, die ein gemeinsames Ziel verfolgten: die Forderung nach grundlegenden Rechten für mexikanische Frauen, wie etwa gleiche Bezahlung für Männer.
Chapa war eine Verfechterin des Frauenwahlrechts. Einige ihrer Gedanken zu diesem Thema brachte sie in ihrem 1936 erschienenen Buch El derecho al voto para la mujer zum Ausdruck. Seit 1930 schrieb sie jedes Jahr einen Brief an die Ständige Kommission der Abgeordnetenkammer, in dem sie argumentierte, dass Frauen ebenso bereit seien, ihre Stimme abzugeben wie Männer. In Mexiko wurde der Verfassungszusatz, der Frauen das Wahlrecht einräumte, erst 1953 verabschiedet.
Neben vielen anderen Themen konzentrierte sie sich auch auf die Sexualerziehung von Mädchen aus der Arbeiterklasse, Teenagerschwangerschaften und die Suche nach Möglichkeiten zur Integration von Frauen, die in der Prostitution arbeiteten.

## Los Niños de Morelia
1937 kamen die ersten Exilanten in Mexiko an, die vor dem Spanischen Bürgerkrieg flohen. Präsident Lázaro Cárdenas del Río nahm Minderjährige, die ohne ihre Familien ins Land kamen, in einer Einrichtung auf. Auf Ersuchen des Präsidenten war Chapa von 1936 bis 1939 für die Organisation der Ankunft und des Empfangs dieser Menschen verantwortlich. Sie war auch für die Gesundheitsuntersuchung der sogenannten Morelia-Kinder verantwortlich. Die Kinder wurden in den Gebäuden der Spanien-Mexiko-Schule in Morelia in Michoacán aufgenommen und untergebracht. Obwohl ursprünglich erwartet wurde, dass sie nach einigen Monaten nach Spanien zurückkehren würden, führte der Ausbruch des Zweiten Weltkriegs nach Kriegsende zu einem langen Exil, das für viele endgültig wurde.
Sie war Mitglied des Verwaltungsrats des Instituts für mexikanisch-russische Beziehungen und der Gesellschaft für chinesisch-mexikanische Freundschaft. Sie war Mitglied der Kommunistischen Partei Mexikos und vertrat eine linke Ideologie mit marxistischer Tendenz.
Chapa starb 1970 im Alter von 66 Jahren in Mexiko-Stadt.

## Ehrungen (Auswahl)
- Valentín-Gómez-Farías-Medaille[9]
- Am 22. Oktober 2022 wurde zu ihrem 118. Geburtstag ein Google Doodle veröffentlicht.[10]

## Veröffentlichungen
- El derecho al voto para la mujer. 1936